# Murus gallicus

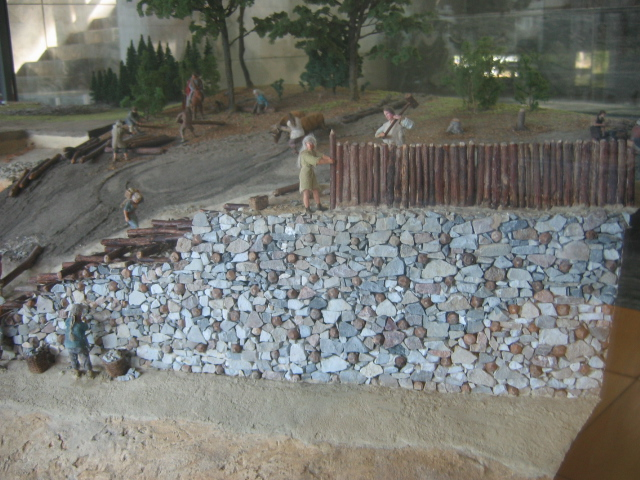
Maqueta de la construcció d'un murus gallicus al Museu de Bibracte

L'expressió llatina murus gallicus (en francés: mur gaulois; en català: mur gal) es refereix a les muralles gal·les tal com es coneixen per troballes arqueològiques i alguns textos antics. Era una petita muralla generalment sense fossat al davant, i d'uns quatre metres d'alçada, que envoltaven els oppida així com granges aristocràtiques. Tot i que podien tenir una funció defensiva, sovint s'hi ha observat més un ús ostentós.

## Descripció

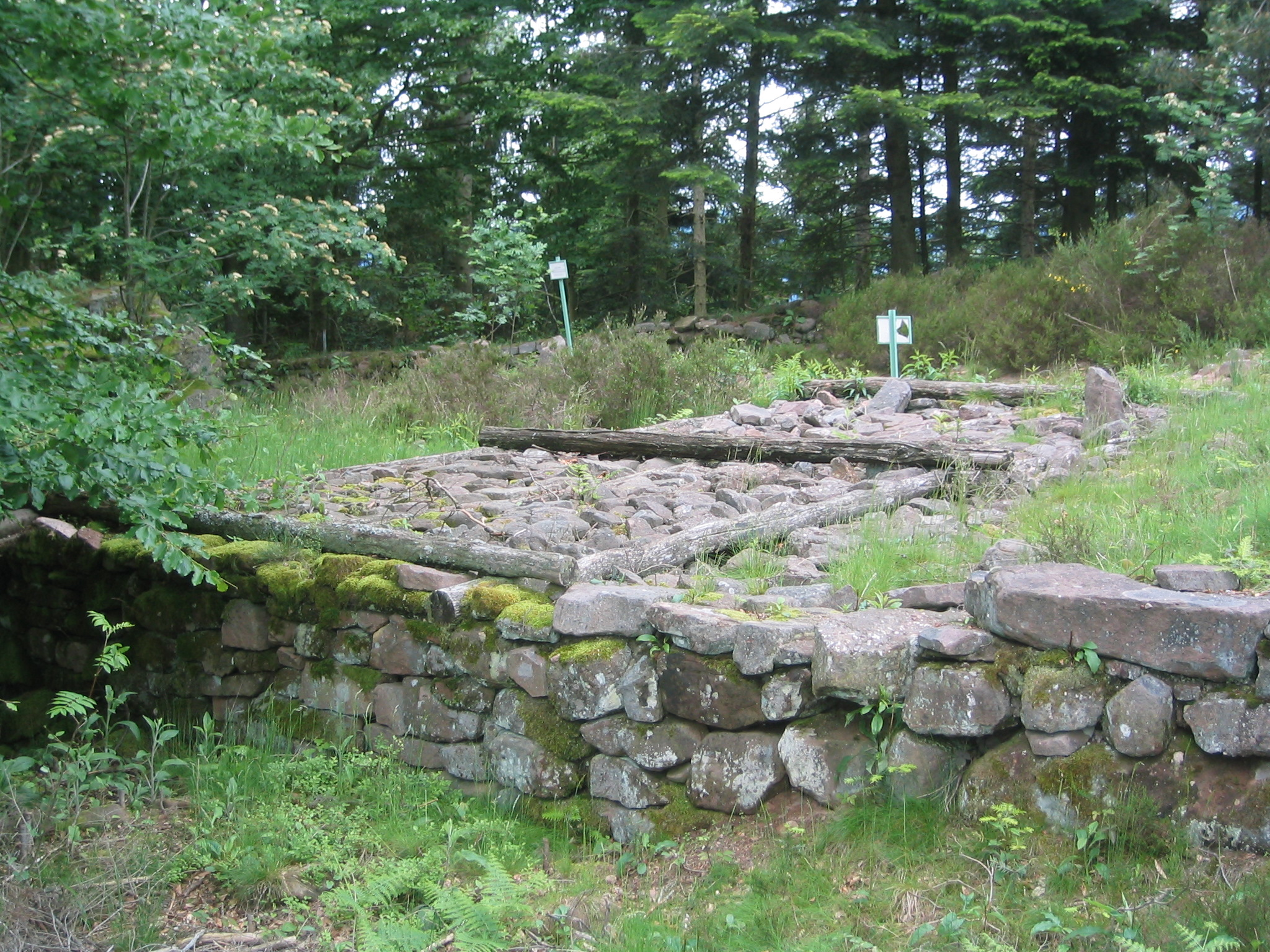
Un murus gallicus al campament celta de La Bure

Juli Cèsar va fer-ne aquesta descripció:
| « | Els murs gals, els fan, en general, d'aquesta manera: col·loquen al terra, sense interrupció en tota la llargada del mur, bigues perpendiculars a la seua direcció i separades per intervals iguals de dos peus. Se les nuga entre si a l'obra, i se les recobreix d'una gran quantitat de terra; la cara vista es fa amb pedres grosses encastades en els intervals que hem esmentat. Una volta es falca sòlidament la primera renglera, se li posa al damunt una de segona amb el mateix interval de dos peus entre les bigues, sense que es toquen amb la renglera de baix, i separades per dos peus també; i cada biga se separa de les veïnes per una pedra, que la hi falca sòlidament. Es continua sempre igual, fins que el mur arribe a l'alçada desitjada. Aquesta mena d'obra té un aspecte variat gens desagradable a la vista, amb l'alternança de bigues i pedres, que formen línies contínues que es tallen en angle recte; i és, a més, molt pràctic i s'adapta perfectament a la defensa de les ciutats, perquè la pedra les defensa del foc. et le bois des ravages du bélier, celui-ci ne pouvant ni briser ni disjoindre une charpente où les pièces qui forment liaison à l'intérieur ont en général quarante pieds d'un seul tenant. | » |
| — César Léopold-Albert Constans, Les Belles Lettres, 1926), Commentaires sur la guerre des Gaules, VII, 23 | |   |

El murus gallicus és, doncs, una construcció de terra solidificada per una pila de capes que s'entrecreuen de bigues horitzontals amb un parament de pedra seca. L'accés per dins a la muralla es fa per un terraplè. L'any 1867, per primera vegada, es va excavar i reconéixer una obra de tipus murus gallicus, a l'oppidum de Murcens, a Lot. L'any 1875, els arqueòlegs havien catalogar a Europa, i en especial a l'estat francés, una quarantena d'estructures identificades com muralles gal·les, amb gran varietat de detalls i dimensions. Les investigacions arqueològiques, particularment a Berry, mostren que aquesta mena de recinte no estava reservat per a grans jaciments sinó que també es trobava en llocs aïllats de mida molt més reduïda, cases aristocràtiques.
Aquesta muralla està dins un sistema de fortificació més gran que engloba edificacions afegides (camí i séquies).
Els arqueòlegs també han definit dues classes més de murs:
- la paret vitrificada, semblant al murus gallicus, però amb el parament exterior vitrificat;
- la paret amb pals frontals verticals, que es troba més sovint a l'Europa de l'Est.